# Centrocercus urophasianus
Il gallo della salvia  (Centrocercus urophasianus Bonaparte, 1827) è una specie di uccello appartenente alla famiglia dei Phasianidae, originario di Canada e Stati Uniti.
La specie è in declino in tutto il suo areale a causa della perdita di habitat ed è stata riconosciuta come minacciata o prossima alla minaccia da diverse organizzazioni nazionali e internazionali. La lista rossa IUCN classifica questa specie come "prossima alla minaccia".